# 阿南德·阿玛尔
阿南德·阿玛尔（1886年—1941年），蒙古政治人物，1932年至1936年任蒙古人民共和国国家小呼拉尔主席团主席（国家元首），并分别于1928年至1930年和1936年至1939年担任人民委员会主席（政府首脑）。

## 生平

### 早年生涯
阿玛尔（蒙古语意为“和平”）于1886年生于外蒙古土謝圖汗部右翼右末次旗（今蒙古国布尔干省杭嘎勒），阿玛尔是破落贵族之子，其父阿南德为毫克台吉。阿玛尔自幼在旗学内学习蒙古语、满语、藏语。青年时期，阿玛尔开始当地方官员。1913年到1919年，阿玛尔在大蒙古国外务部任职副部長（侍郎）。
阿玛尔是蒙古人民党的创建者之一，也是蒙古人民党中央委员会及其主席团成员，是1至7届国家小呼拉尔成员。

### 蒙古人民共和国
1919年至1921年，阿玛尔在蒙古临时人民政府担任外务部长，国内经济事务部长。1923年至1928年，阿玛尔任副总理。1928年2月21日，阿玛尔出任人民委员会主席（总理），接替去世的巴林·车林多尔济，一直任职至1930年4月27日。
自1930年至1932年，阿玛尔任科学委员会主席。1932年至1936年，阿玛尔担任国家小呼拉尔主席团主席，成为蒙古人民共和国的国家元首。
人民委员会主席博勒吉德·根登被史達林軟禁後，1936年2月22日，阿玛尔再度被任命为人民委员会主席（簡稱总理，同时兼任外交部长）。阿玛尔任总理直到1939年3月7日定罪为反革命。
阿玛尔在担任总理的第二个任期开始后不久，于1936年和丹斯兰比勒格·道格松一起被怀疑从事反革命活动，因为阿玛尔为纪念革命成功十五周年而赦免了受勒库姆案牵连的囚犯（姜巴·勒库姆原为蒙古人民革命党中央委员会书记，1934年被国内安全局以反革命的罪名逮捕、审判并处决。其他许多无辜的人也同时被逮捕）。新近被任命为内务部长的乔巴山宣称：“我们必须摆脱封建的麻烦制造者阿玛尔！”
斯大林久已希望撤换阿玛尔，但阿玛尔享有崇高的威望，所以苏联不敢动他。斯大林相信阿玛尔为日本从事间谍活动。苏联人一直担心日本切断横跨蒙古的西伯利亚大铁路。斯大林曾经说，如果日本已经取得了这样的胜利，“苏联将完蛋”。
1938年9月，乔巴山访问莫斯科会见了斯大林。在莫斯科，乔巴山获得了有关下一阶段清洗的新指示。乔巴山奉命让蒙古人民革命党中央委员会书记鲁布桑沙拉布通过政府决议指责阿玛尔从事反国家的有害行为而将阿玛尔免职。充分破坏阿玛尔的声誉之後，随后阿玛尔被逮捕。

### 谴责和逮捕
1939年3月7日，鲁布桑沙拉布和乔巴山在扩大的蒙古人民革命党中央委员会及国家小呼拉尔的会议上指控阿玛尔从事反革命活动。阿玛尔在会上发言为自己辩护称：
虽然我信教，但我更相信的是蒙古应该站稳脚跟，成为独立的国家。我热爱我的祖国，我用我的事业证明了这一点。我是最先投身于祖国发展事业的人之一，最终却目睹自己被称为叛国者而饱受责难，我的心都碎了。
在为期一天的草草审判后，阿玛尔被定為反革命，被迫辞去总理职务，并被开除蒙古人民革命党党籍。随后，阿玛尔被内务部逮捕。 1939年7月，阿玛尔案被移送苏联内务人民委员会，阿玛尔被送到西伯利亚城市赤塔，然后转往莫斯科。在莫斯科，阿玛尔在刑訊之下完成了有关全部“其罪行”的自供。具有讽刺意味的是，在莫斯科待审的阿玛尔与鲁布桑沙拉布被关押在一处，而正是鲁布桑沙拉布逮捕了阿玛尔。阿玛尔遭到审判后不久，鲁布桑沙拉布便被逮捕，史達林在大清洗的尾声时，要求蒙古再度拉緊弓弦，要清除每一個反革命分子。

### 莫斯科审判

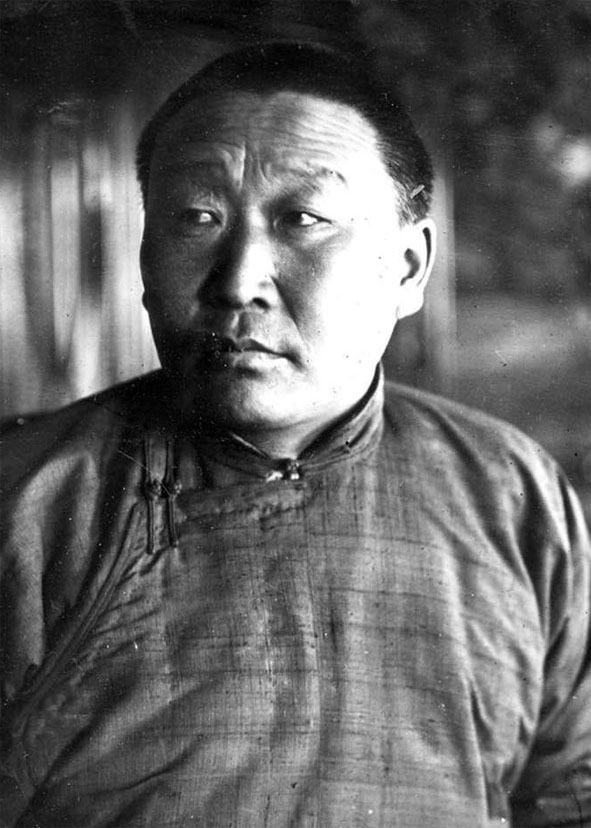
阿南德·阿玛尔

1941年7月10日，阿玛尔被一个苏联“特罗伊卡”审判并被判处死刑。在整个审判过程中，阿马尔坚持认为：如果蒙古人民共和国真的是独立国家，他就应该由蒙古法庭审判。他的最后陈述是：
每当强权殖民小国时，典型做法便是逮捕和迫害其领导人。我个人的经验表明了苏联对蒙古就是这样的态度。
阿玛尔在莫斯科附近的科穆纳尔卡射击场被处决，遗体也埋葬于此。

### 平反
1956年12月15日，在對「斯大林大清洗」的反思之中，苏联最高法院军事审判庭发现没有真正的证据可以证明阿玛尔有罪。1962年1月25日，阿玛尔获得平反。1989年9月26日，阿玛尔获恢复蒙古人民革命党党籍。

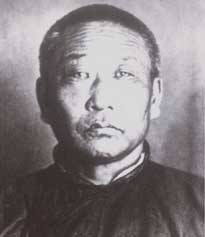
阿南德·阿玛尔

## 著作
- The tenth Anniversary and Scientific Production (1931)
- On the Development of the Mongolian National Script (1933)
- Short History of Mongolia (1934)

## 言论
在著作"蒙古简史" (Mongolin Tovch Tuukh, 1934, Ulaanbaatar) 中，阿玛尔写道：
这是真正难以忍受的悲伤，蒙古民族尽管自古以来，尤其是在成吉思汗的时候，在欧亚各国走过了辉煌的发展道路，后来却被分割成许多部分，其中一些无法保障和维护他们的民族之根、风俗、土地和财产，敬奉一个强大的外国实体，而没有任何权力或政策来开展他们自己的事务或完成相关的行动，不仅只服从别人的权力，而且实际上努力实现外国实体的政策和利益。滿洲（Manj，满人）和契丹（Khyatad，汉人）等帝国历史上试图将蒙古民族变成他们的交易店，并建立他们自己的唯一霸权，而任意设定价格以达到剥削的目的，正如帝国主义国家现在相互争斗，以把我们自己的内蒙古同胞变成他们的交易店。游牧的蒙古民族（内蒙古和外蒙古）地位已下降到如此之低，沦落到成为其他国家的交易店的命运。